# 米寿江
米寿江（1951年11月—），男，回族，山东济南人，中国伊斯兰教学者，现任中国伊斯兰教协会副会长，江苏省伊斯兰教协会副会长。